# Гвазава Левані Тенгізович
Левані Тенгізович Гвазава (рос. Левани Тенгизович Гвазава / груз. ლევანი თენგიზის ძე გვაზავა; нар. 8 липня 1980, Ноджихеві, Хобський муніципалітет, Самегрело-Земо-Сванеті, Грузинська РСР) — грузинський та російський футболіст, півзахисник.

## Клубна кар'єра
Вихованець футбольної школи «Олімпія» із Хобі. Професіональну кар'єру у 1996 році у місцевій команді першої ліги, де виступав упродовж чотирьох років. Провів за клуб 82 зустрічі, у яких вісім разів відзначався голами. 2000 року Левані став гравцем молдовського клубу «Зімбру». Разом із командою двічі ставав срібним призером першості Молдови, а також чемпіоном та володарем кубку країни. Загалом у складі «Зімбру» провів 87 зустрічей, відзначився одинадцятьма м'ячами.
У 2004 гуду Гвазава переїхав до Росії, де став гравцем владикавказької «Аланії». За два сезони провів у складі «барсів» 23 матчі у вищій лізі країни, відзначився одним голом. Після чого повернувся до Грузії, де упродовж півроку був гравцем батумського «Динамо».

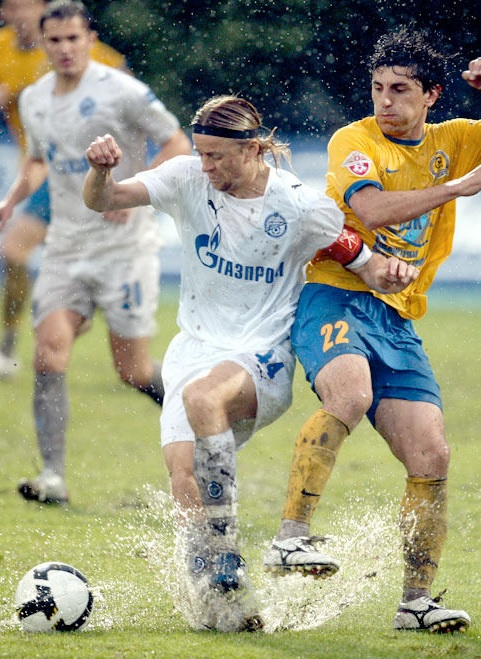
Левані Гвазава (22) у футболці «Променя-Енергії»

Перед початком сезону 2006 року поповнив ряди новачка російської вищої ліги — «Спартака» з Нальчика. Провів 22 матчі, відзначився одним голом. Влітку 2007 року перейшов до табору іншого клубу РПЛ — владивостоцького «Променя», де виступав півтора роки, провівши 36 матчів (4 голи) за основну команду клубу. Після закінчення сезону 2008 року вирішив залишити команду. У декількох джерелах з'явилася інформація про інтерес до гравця з боку казанського «Рубіна», однак згодом став гравцем грозненського «Терека». За три сезони провів у складі команди 60 матчів, двічі відзначався голами. Після закінчення сезону 2011/12 років залишив команду за власним бажанням. Причиною такого рішення стали розбіжності з головним тренером колективу Станіславом Черчесовим.
Наприкінці серпня 2012 року став гравцем підмосковних «Хімок». Дебют Левані у новому клубі відбувся 6 вересня 2012 року у матчі десятого туру першості ФНЛ проти «Нафтохіміка». На двадцятій хвилині цього матчу відзначився своїм першим голом у складі хімчан, реалізував пенальті. У грудні 2012 року контракт із гравцем було розірвано за взаємною згодою сторін.
Наприкінці лютого 2014 року, після більш ніж річної перерви в ігровій практиці, уклав контракт із командою вищої ліги Узбекистану «Нефтчі» з Фергани.
2 вересня 2014 року уклав контракт із клубом футбольної національної ліги «Анжи» з Махачкали. Угода розрахована до завершення сезону 2014/15 років.
У травні 2017 року підписав контракт із клубом «Арарат»-2 (Москва), який виступав у III дивізіоні.

## Кар'єра в збірній
Виступав за молодіжну команду Грузії, у складі якої провів дев'ять поєдинків, відзначився в них двома голами. У серпні 2010 року запрошений до основної команди, але до розташування збірної не поїхав, ухвалив рішення не виступати за неї.

## Статистика виступів

### Клубна
| Команда                         | Сезон             | Чемпіонат         | Чемпіонат | Чемпіонат | Кубок | Кубок | Загалом | Загалом |
| Команда                         | Сезон             | Рів.              | Матчі     | Голи      | Матчі | Голи  | Матчі   | Голи    |
| ------------------------------- | ----------------- | ----------------- | --------- | --------- | ----- | ----- | ------- | ------- |
| «Колхеті» (Хобі)                | 1996/97           | II                | 22        | 1         | 0     | 0     | 22      | 1       |
| «Колхеті» (Хобі)                | 1997/98           | II                | 27        | 1         | 0     | 0     | 27      | 1       |
| «Колхеті» (Хобі)                | 1998/99           | II                | 19        | 6         | 0     | 0     | 19      | 6       |
| «Колхеті» (Хобі)                | 1999/00           | I                 | 14        | 0         | 0     | 0     | 14      | 0       |
| «Колхеті» (Хобі)                | Загалом           | Загалом           | 82        | 8         | 0     | 0     | 82      | 8       |
| «Зімбру»                        | 1999/00           | I                 | 11        | 0         | 0     | 0     | 11      | 0       |
| «Зімбру»                        | 2000/01           | I                 | 20        | 2         | 0     | 0     | 20      | 2       |
| «Зімбру»                        | 2001/02           | I                 | 24        | 3         | 0     | 0     | 24      | 3       |
| «Зімбру»                        | 2002/03           | I                 | 22        | 5         | 0     | 0     | 22      | 5       |
| «Зімбру»                        | 2003/04           | I                 | 10        | 0         | 0     | 0     | 10      | 0       |
| «Зімбру»                        | Загалом           | Загалом           | 87        | 10        | 0     | 0     | 87      | 10      |
| «Аланія»                        | 2004              | I                 | 17        | 1         | 4     | 0     | 21      | 1       |
| «Аланія»                        | 2005              | I                 | 6         | 0         | 1     | 0     | 7       | 0       |
| «Аланія»                        | Загалом           | Загалом           | 23        | 1         | 5     | 0     | 28      | 1       |
| «Динамо» (Батумі)               | 2005/06           | I                 | 7         | 0         | 0     | 0     | 7       | 0       |
| «Спартак-Нальчик»               | 2006              | I                 | 8         | 1         | 1     | 0     | 9       | 1       |
| «Спартак-Нальчик»               | 2007              | I                 | 14        | 0         | 0     | 0     | 14      | 0       |
| «Спартак-Нальчик»               | Загалом           | Загалом           | 22        | 1         | 1     | 0     | 23      | 1       |
| «Промінь-Енергія» (Владивосток) | 2007              | I                 | 9         | 1         | 0     | 0     | 9       | 1       |
| «Промінь-Енергія» (Владивосток) | 2008              | I                 | 27        | 3         | 0     | 0     | 27      | 3       |
| «Промінь-Енергія» (Владивосток) | Загалом           | Загалом           | 36        | 4         | 0     | 0     | 36      | 4       |
| «Терек» (Грозний)               | 2009              | I                 | 19        | 1         | 1     | 0     | 20      | 1       |
| «Терек» (Грозний)               | 2010              | I                 | 19        | 1         | 0     | 0     | 19      | 1       |
| «Терек» (Грозний)               | 2011/12           | I                 | 22        | 0         | 2     | 0     | 24      | 0       |
| «Терек» (Грозний)               | Загалом           | Загалом           | 60        | 2         | 3     | 0     | 63      | 2       |
| «Хімки»                         | 2012/13           | II                | 10        | 1         | 2     | 0     | 12      | 1       |
| «Нефтчі» (Фергана)              | 2014              | I                 | 7         | 0         | 0     | 0     | 7       | 0       |
| Усього за кар'єру               | Усього за кар'єру | Усього за кар'єру | 334       | 27        | 11    | 0     | 345     | 27      |

(відкориговано станом на 15 червня 2014 року)
Джерела:
- Статистика виступів взята зі спортивного медіа-порталу FootballFacts.ru

## Досягнення
- Молдовська Суперліга
  -  Чемпіон (1): 1999/00
  -  Срібний призер (2): 2000/01, 2002/03
  -  Бронзовий призер (1): 2001/02

- Кубок Молдови
  -  Володар (1): 2002/03
  -  Фіналіст (1): 1999/00

- Ліга Пірвелі
  -  Срібний призер (1): 1998/99